# 일회용 카메라

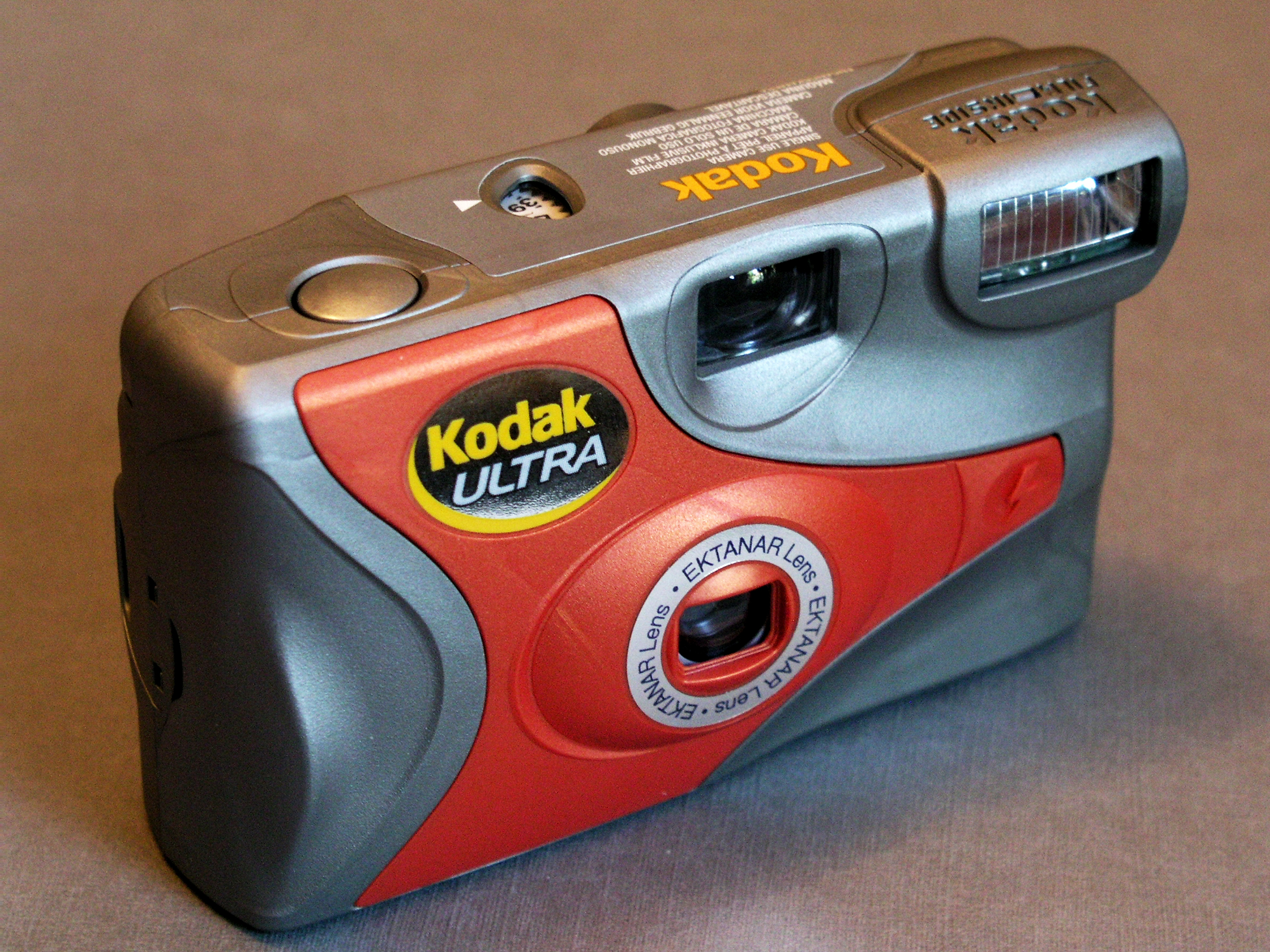
내장 플래시가 장착된 일회용 카메라

일회용 카메라는 미리 장착된 롤 형태의 필름와 함께 팔리는 한번 밖에 쓰지 못하는 간단한 상자 사진기이다. 대부분의 경우 초점을 조정할 수 없으나, 심도가 깊어 초점이 넓은 영역에서 잡히는 렌즈를 사용한다. 일부는 플래시가 통합되어 설치되어 있으며, 심지어 수중 사진을 위한 방수 버전도 존재한다. 내부적으로 일회용 카메라는 35mm 필름이라 불리는 135 필름 혹은 APS 필름을 사용한다.
일부 일회용 카메라들이 보통의 재사용 가능한 카메라에서 로드되기 위해 사용되는 실제 카트리지를 포함하는 반면에, 다른 일회용 카메라들은 열린 스풀에 필름만 놓일 뿐이다. 모든 카메라는 처리를 위해서 현상소에 맡겨지며, 이들 중 일부는 필름을 다시 채우고 포장을 다시 해서 재활용된다.
일회용 카메라의 일종으로 일회용 디지털 카메라도 발명되었다. 이런 형식의 카메라는 필름을 없애고 디지털 기술을 이용해 사진을 찍는다. 일회용 디지털 카메라 또한 보통 일회용 카메라와 마찬가지로 처리를 위해 맡겨진다.
일반적으로 일회용 카메라의 사업 모델은 코닥이 브라우니 카메라의 선조인 KODAK 카메라를 위해 최초로 개척한 것으로 간주된다.이 카메라는 일반 카메라가 쉽게 도둑맞거나 망가지거나, 찾기 힘든 경우에 인기가 많았다.

## 필름 기반 일회용 카메라의 역사
포토팩이라 불리는 회사는 1949년 8장을 찍을 수 있으며, 처리를 위해 우편배송되는 판지 카메라를 제조하기 시작했다. 카메라는 비쌌으며 따라서 집에 안전하게 보관되었으므로 정작 사진을 찍고 싶은 분위기에서는 사진을 찍을 수 없었다. 사진을 찍을 기회를 놓쳐서 실망한 A.D.바이어는 정교하지만 비싼 필름 이동 장치를 제외한 저렴한 포장으로 35mm 필름을 감싸는 방법을 발명했다. 이것은 1.29 달러였다. 오늘날 흔히 쓰는 일회용 카메라와 비슷한 신용도를 갖고 있음에도, 포토팩은 시장에 인상을 오래 남기지 못했다.
오늘날 널리 사용되는 일회용 카메라는 1986년 후지필름에 의해서 개발되었다. 후지필름의 우츠룬-데스( 일본어: 写ルンです, 찍는거예요) 혹은 퀵스냅 라인은 135 필름을 사용했다. 반면에 이스트만의 코닥사가 1987년 출시한 Fling은 110mm 필름에 기반했다. 코닥은 1988년에야 35mm 버전을 출시했으며, 1989년 35mm 버전을 FunSaver로 개명했으며 110mm Fling을 생산중지했다.
일본에서 1986년 출시된 우츠룬-데스는 1380 엔에 팔렸고, 널리 받아들여졌다. 전통적으로, 일본에서 카메라는 매우 비싼 장비였으며, 오직 특별한 행사 기간 동안에 주로 가족중 남자에 의해서 사용되었다. 싸고 가벼운 일회용 카메라의 도입의 결과로 일본에서는 부모와 자식이 사진을 찍을 수 있도록 하는 문화 이동이 시작되어 오늘날까지 남아있는 (일회용 카메라의 스냅샷에 의한) "스냅 행복" 스테레오타입이 생겼다. 코닥의 성공에 고무되어 코니카, 캐논, 니콘과 같은 회사들이 곧 그들만의 모델을 생산하기 시작했다. 경쟁력을 유지하기 위해 후지필름은 원래의 우츠룬-데스 모델에 파노라마, 방수, 내장 플래시와 같은 추가 기능을 도입하기 시작했다. 어떤 카메라들은 심지어 셔터 앞의 두 렌즈를 이동시키는 것으로 동작하는 수동 줌 기능도 갖고 있다.
2005년즈음 일회용 카메라는 필름 카메라 시장의 주요 상품이었고, 플래시가 장착된 일회용카메라는 점점 상용화되었다.

## 일반적인 용도
일회용 카메라는 여행자들에게 인기있으며, 수중사진을 찍고 싶으나, 전문적인 수중카메라나 방수 케이스를 갖고 있지 않은 사람들에게 좋은 해결책이다.
1990년대부터 일회용 카메라는 결혼식장에서 하객에게 나눠주는 리본처럼 점점 더 대중화되었다. 보통 결혼식 접수장 테이블 위에 일회용 카메라가 있고, 이것은 하객들에 의해 그들의 결혼식에 대한 고유한 관점을 잡아내는데 사용된다. 더 일반적으로, 이때 사용하는 일회용 카메라의 색상은 결혼식에 맞게 아이보리, 파란색, 흰색, 금색 등을 띨 수도 있다.
필름 일회용 카메라를 포함한 이른바 "사고 카메라 키트"는 사고가 일어난 뒤에 증거가 될 사진을 찍기 위해서 차량들에 점점 널리 실려지고 있다. 법적 논쟁이 벌어질 때 필름 사진은 디지털 사진에 비해서 더 믿을 수 있는 사진인데, 이는 디지털 사진은 쉽게 조작될 가능성이 높기 때문이다.

## 디지털
일회용 디지털카메라(그리고 디지털 일회용 캠코더)는 몇몇 시장에서 구할 수 있다. 가령 2004년 미국에서 일회용 디지털 카메라가 처음으로 소개되었다. 일회용 디지털 카메라는 일회용 필름 카메라가 거뒀던 성공을 거두지 못했다. 이는 일회용 디지털 카메라가 일반 디지털 카메라에 비해서 사진을 얻기 위해 내야 하는 비용이 클 뿐만 아니라 그 화질도 일반 디지털 카메라 뿐만 아니라 일회용 필름 카메라에 비해서도 떨어지기 때문이다.
일반적으로, 일회용 디지털 카메라에서는 디스플레이가 더 찍을 수 있는 사진의 수를 표시하며, 이것이 완성되면, 카메라는 가게로 돌려보내진다. 그 다음에 디지털 파일은 카메라부터 추출되어 인화되어 보내지거나 CD 혹은 캠코더의 경우 DVD에 저장되어 카메라를 맡긴 사람에게 보내진다. 거의 대부분의 '일회용' 디지털 카메라들은 가게에 카메라를 돌려줘야 하는 필요성을 없애기 위해 개조되었다. 그 동기부여는 단순히 돈을 절약하려는 것뿐만 아니라, 적어도 199장을 찍을 수 있는 카메라에서 겨우 25장만 찍을 수 있게 하는 것과 같은 인위적인 제약을 해제하거나, 기능을 확장하거나, 몇몇 전문가들은 항공사진이나 초상사진을 찍는 데 일회용 디지털 카메라를 사용하는 시도를 하고 있다.

## 다른 용도
몇 몇 카메라의 고전압 플래시 장비는 추출되어 코일건과 같은 장비의 전원장치로 사용된다. 콘덴서로부터 나오는 높은 전압은 분해작업 도중 사람에게 전기충격을 줄 수 있다. 그러나, 평균적인 플래시의 콘덴서는 죽음에 이를 정도의 전하를 공급하지 못하며, 능숙한 전문가는 분해작업을 할 수 있으며, 일부 일회용 카메라 제조사에서는 안전한 분해를 위한 지침을 제공하고 있다.

## 같이 보기
- 계획적 구식화